# Jacques de Liniers
Pour les articles homonymes, voir Liniers.
Jacques de Liniers, 1er comte de Buenos Aires, connu également sous son nom espagnol, Santiago de Liniers y Bremond, né le 25 juillet 1753 à Niort (royaume de France) et décédé le 26 août 1810 à Cabeza de Tigre (Argentine), est un soldat d'origine française qui sert dans la cavalerie française dans les premières années de sa carrière militaire, puis comme officier espagnol à la fin du XVIIIe siècle et au début du XIXe siècle.
Né à Niort, il s'engage comme officier dans la marine espagnole. Il est nommé comte de Buenos Aires et vice-roi du Río de la Plata de 1807 à 1809 en récompense de ses victoires lors des invasions britanniques du Río de la Plata. Resté fidèle à son serment au Roi d'Espagne, il est finalement exécuté par les jacobins argentins, après la révolution de Mai, dans la petite ville de Cabeza de Tigre, dans la province de Córdoba.

## Biographie

### Famille et jeunesse
Jacques de Liniers naît à Niort (actuel département des Deux-Sèvres) le 25 juillet 1753. Il est issu d'une famille noble du Poitou, ayant la vocation des armes depuis le Moyen Âge. Son père est officier de marine et son oncle, Alexis de Liniers, meurt à la bataille de Lauffeld, frappé par un boulet britannique qui lui emporte la jambe. Cadet d'une fratrie de neuf enfants et peu attiré par l'état ecclésiastique, le jeune Jacques est destiné à la carrière des armes.
Le 25 juillet 1765, il est présenté de minorité à l'ordre de Saint-Jean de Jérusalem. Il ne fait du reste en cela que suivre un exemple familial.  Mais compte tenu de son jeune âge, il ne fera jamais ses caravanes et ne prononce pas ses vœux de frère-chevalier de l'Ordre.
Il obtient alors, à l'âge de quinze ans, un brevet de sous-lieutenant au régiment de Royal Piémont Cavalerie, caserné à Carcassonne. Il végète six ans durant en garnison, sans espoir d'avancement. La France, sortie vaincue de la guerre de Sept Ans, est alors en paix avec le monde entier et le ministre Turgot, nommé par le jeune roi Louis XVI, réduit le budget des armées, laissant peu de perspectives d'avenir aux jeunes officiers cadets de famille comme Liniers. 
Liniers adresse ainsi sa démission au colonel de son régiment, en 1774. À 21 ans, il se met en quête d'une nouvelle cause, et d'un nouveau maître à qui offrir son épée. Il opte finalement pour l'Espagne.

### Au service des Bourbons d'Espagne
À peine engagé comme volontaire, il prend part à un raid de la flotte espagnole sur les côtes nord-africaines. Si l'expédition se solde par un échec cuisant, Liniers y fait montre de son courage et est nommé enseigne. 
La guerre d'indépendance des États-Unis, à laquelle prend part l'Espagne aux côtés de la France et des « Insurgents » va lui permettre de briller. En 1780, avec quelques chaloupes, il enlève un trois-mâts de 24 canons. En 1782, il se distingue particulièrement au siège de Port Mahon : sous le feu ennemi, il monte à l'abordage de deux navires britanniques chargés d'armes et de munitions, s'en empare et les convoie jusqu'aux lignes espagnoles. Ce fait d'armes lui vaut une nouvelle promotion, et le commandement d'une frégate.
À peine la guerre finie avec l'ennemi héréditaire britannique, les hostilités reprennent avec les barbaresques. Liniers participe à une nouvelle expédition, cette fois contre la ville d'Alger. Le combat tourne à la défaveur de la flotte espagnole, et Madrid doit se résoudre à négocier. C'est Liniers qui est chargé de cette mission délicate. Il s'en tire si bien que le dey d'Alger, charmé, le comble d'égards et consent même à libérer les esclaves chrétiens des geôles algéroises. 
La cour d'Espagne le récompense de ce succès diplomatique, en le promouvant au grade de capitaine de vaisseau et en lui confiant le commandement du Río de la Plata, en 1788. Il rejoint ainsi Buenos Aires, où il s'intègre rapidement à la colonie espagnole. Sa prestance, sa distinction et ses faits d'armes lui valent un accueil favorable dans l'entourage du vice-roi et dans les familles de l'élite portègne. Le 3 avril 1791, il épouse Martina de Sarratea, jeune créole issue d'une des plus riches familles de Buenos Aires, et sœur de Manuel de Sarratea. Veuf, il entretiendra par la suite une liaison amoureuse avec Mme Thomas O'Gorman, née Marie-Anne Périchon de Vandeuil (surnommée la « Perichona », à ne pas confondre avec la « Perichola », maîtresse du roi du Pérou, qui inspira à Jacques Offenbach l'opéra-bouffe La Périchole).
Les colonies espagnoles ne suivent que de loin les guerres révolutionnaires, qui enflamment l'Europe à partir de 1792. D'abord hostile à la France, l'Espagne se rapproche ensuite d'elle, s'attirant ainsi les foudres de la Grande-Bretagne, qui menace alors ses colonies. Nommé chef d'escadre en 1806, Jacques de Liniers reçoit la mission d'assurer la défense côtière de la vice-royauté du Rio de la Plata.

### Les invasions britanniques
Buenos Aires constitue en 1806 une proie de choix pour le Royaume-Uni, maître des mers : la ville est riche de fabuleux trésors rapportés du Pérou, mal gouvernée par un vice-roi coupé de Madrid et mal défendue par une petite garnison dont la qualité est aussi défaillante que sa fidélité.
Le 23 juin 1806, un corps expéditionnaire britannique de 1 700 hommes débarque sur la rive gauche du Río de la Plata et investit Buenos Aires, abandonnée par le vice-roi. Liniers reste incognito dans la ville. Au couvent des dominicains, il fait le vœu d'offrir à l'autel de la Vierge les drapeaux des occupants. Il gagne secrètement Montevideo, galvanise la population et lève une troupe de 1 200 volontaires. La petite armée de libération s'embarque sur quelques goélettes, à laquelle se joint une corvette corsaire française. Débarqués le 4 août, Liniers et ses hommes foncent vers Buenos Aires, à travers les marais. La ville est reprise, après un furieux combat de rues qui se termine par l'assaut de la cathédrale, fortifiée par les Britanniques. Le général britannique William Carr Beresford capitule et Liniers, fidèle à son vœu, fait transférer en grande pompe les étendards britanniques (à savoir ceux des Highlanders et du régiment Green de Sainte-Hélène) au couvent des dominicains. Traité en héros, Don Santiago de Liniers y Bremont, comme on l'appelle à Buenos Aires, se voit confier le commandement militaire de la vice-royauté.
Mais les Britanniques ne renoncent pas à leur projet de conquête. Moins de six mois plus tard, une seconde escadre se présente dans le Rio de la Plata. Elle compte 5 000 soldats, avant-garde d'un corps expéditionnaire de 10 000 hommes. Tandis que les Britanniques s'emparent de Montevideo, Liniers organise une petite armée disparate de 8 500 hommes, réunissant tant bien que mal Castillans, créoles, mulâtres et noirs. Fin juin 1807, les Britanniques débarquent en force sur la côte argentine du Rio de la Plata. Ils se lancent dans Buenos Aires, déserte et étrangement silencieuse. Arpentant les rues désertes, les douze colonnes britanniques pénètrent dans la ville. Elles débouchent sur la Plaza Mayor (Place de Mai), au centre de la capitale, quand soudain un coup de feu retentit et, de toutes les rues adjacentes, les assaillants surgissent. Les Britanniques sont culbutés et font face à une résistance opiniâtre des habitants, qui ont fait de chaque maison, de chaque couvent, une véritable forteresse. C'est à peine si les Britanniques peuvent se réfugier dans les forts de la ville. Le 7 juillet, le général britannique John Whitelocke accepte les conditions du général français et rembarque ses troupes. Santiago de Liniers est encore une fois acclamé par une foule en délire, salué du surnom d'El Reconquistador et porté en triomphe jusqu'au couvent des dominicains, où il dépose les nouveaux drapeaux britanniques pris au combat.
À l'annonce de ces deux retentissantes victoires, la cour de Madrid comble Liniers de faveurs : le roi Charles IV le nomme gouverneur, capitaine général et vice-roi de toutes les provinces du Rio de la Plata.

### Vice-roi du Rio de la Plata

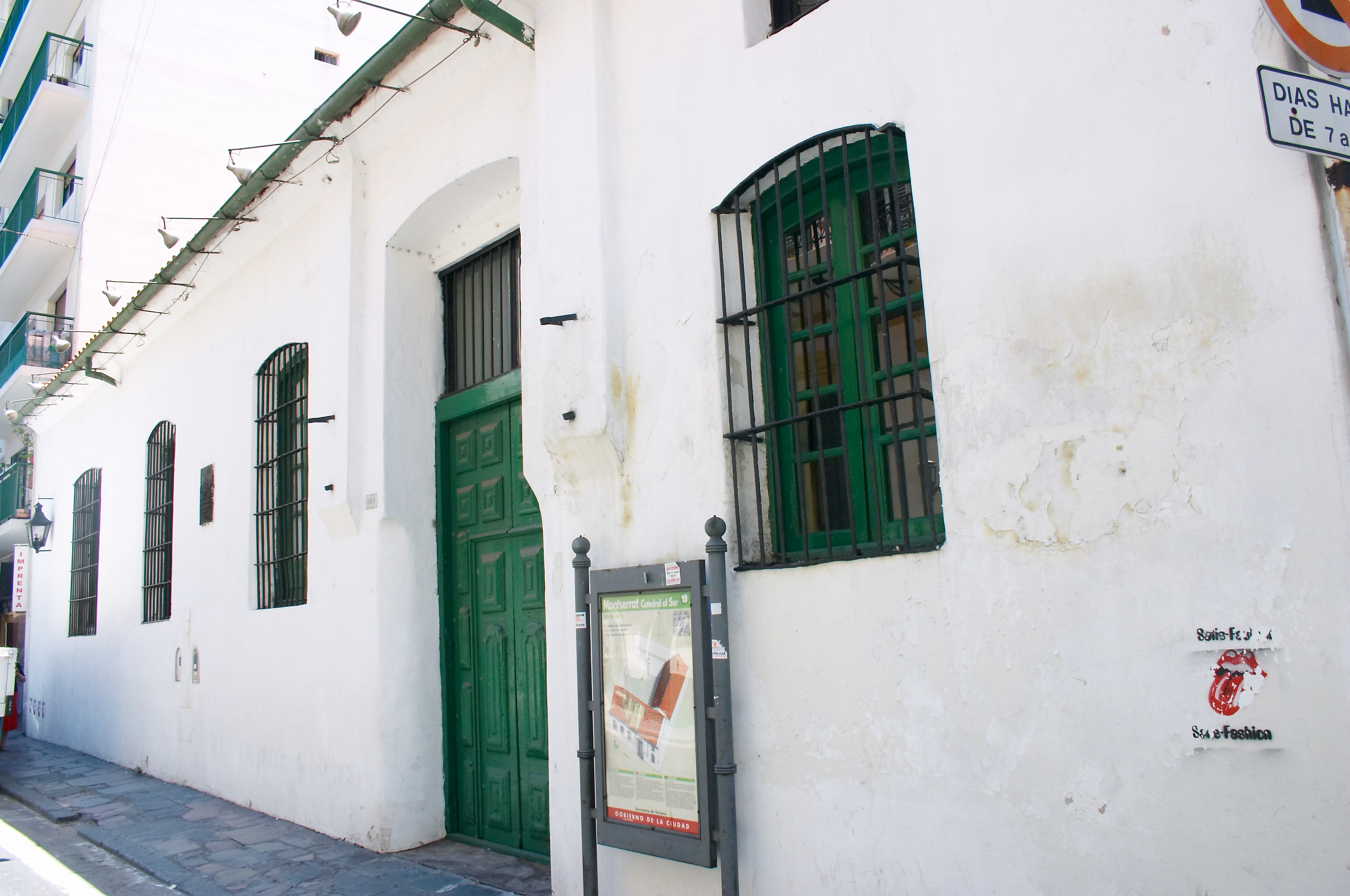
Maison de Liniers à Buenos Aires, déclarée Monument historique national.

Doté de pouvoirs discrétionnaires (Madrid est loin, et la monarchie espagnole à la dérive), Liniers manœuvre avec prudence dans une société argentine en pleine mutation. Fin diplomate, il concilie souplement les intérêts des descendants de conquistadors, élite terrienne installée de très longue date, et des colons débarqués plus récemment, qui réclament leur part du pouvoir. À cela s'ajoute, avec la déliquescence du pouvoir royal espagnol, les premiers bouillonnements de l'esprit d'indépendance, qui commence à gagner l'Amérique espagnole.
Avec l'invasion de l'Espagne par les armées françaises et l'installation du roi Joseph Ier à Madrid, Jacques de Liniers est dans une fâcheuse posture. Français de sang et de cœur, il se sent poussé vers la France, mais il a prêté serment à Charles IV et à ses descendants, et ne peut trahir une monarchie à qui il doit une carrière exceptionnelle. Il repousse donc les avances de Napoléon, transmises par l'envoyé Sassenay, et reste fidèle aux Bourbons.
Malgré cela, le peuple de Buenos Aires lui reproche ses origines françaises et l'accuse ouvertement de vouloir livrer sa vice-royauté aux Français. Les séparatistes se joignent aux légitimistes pour exiger le renvoi de Liniers et la création d'une junte, analogue à celle qui anime la résistance espagnole à Cadix. On parvient à un compromis : Liniers démissionne et, en échange, la junte de Cadix lui accorde le titre de comte de Buenos Aires, ainsi qu'une rente de 100 000 réaux. Il est remplacé par don Baltasar Hidalgo de Cisneros, espagnol de la métropole ignorant tout de la situation politique argentine.

### Fin de vie
Liniers se retire alors à Córdoba, vieille cité universitaire, où il goûte pour quelques mois une vie douce et calme[réf. nécessaire]. C'est alors qu'on pense à lui pour prendre la tête du mouvement indépendantiste qui vient de naître : après avoir été el Reconquistador, il deviendrait el Libertador. Mais encore une fois, il fait la preuve de sa fidélité sans faille à l'Espagne et aux Bourbons : il repousse la proposition qui lui est faite et refuse de se joindre au mouvement.
En juin 1810, un courrier l'informe que le vice-roi Cisneros, totalement dépassé par les événements de la révolution de Mai et abandonné de tous ou presque, l'appelle à son secours. À son beau-père, qui l'a supplié de rester à l'écart des événements, il répond : « Voudriez-vous qu'un général, un militaire qui, pendant trente-six ans, a donné des preuves réitérées de son amour et de sa fidélité à son souverain, le délaissât à la dernière époque de sa vie? ». 
Il rassemble alors autour de Córdoba toutes les troupes fidèles à la couronne, du Pérou à l'Uruguay. Mais dans l'attente d'un ennemi qui se dérobe et en pleine saison des pluies, les soldats de Liniers désertent en bandes, si bien que quand l'armée ennemie se présente devant Cordoba, Liniers n'a plus que 400 hommes pour défendre la ville. Dès le premier choc, les troupes loyalistes se débandent, et Santiago de Liniers est obligé de fuir. Il est poursuivi, et finalement encerclé dans une cabane au milieu des bois, avec le gouverneur de la province de Cordoba Juan Gutiérrez de la Concha, le trésorier Allende, Mgr Orellana, évêque de Cordoba, et l'assesseur Alberto Rodríguez.
Il est ramené à Buenos Aires, sur ordre de la Junte révolutionnaire. Une fuite aurait été possible, quelques gardiens ayant été achetés, mais Liniers, fidèle à son honneur, s'y refuse jusqu'au bout. Le 26 août, à cent lieues de Buenos Aires, à Cabeza de Tigre (province de Cordoba), le colonel French, ancien aide de camp de Liniers, et Castelli avocat et membre de la Junte — appelées les jacobinos (jacobins) argentins —, arrivent au-devant du convoi et l'arrêtent. Les détenus sont emmenés dans un bosquet appelé Monte de los Papagayos (bosquet des Perroquets). Là, on leur lit la sentence de mort que la Junte révolutionnaire a prononcée contre Liniers, Concha, Rodriguez et Moreno. À 14 h 30, ils sont passés par les armes. Liniers, qui a refusé de se faire bander les yeux et qui a commandé lui-même le feu du peloton d'exécution, survit aux deux salves du peloton, et est achevé par son ancien compagnon d'arme, le colonel French.

## Reconnaissance posthume
Quelques années plus tard, le roi Ferdinand VII, remonté sur son trône après la défaite de Napoléon, honora la mémoire de Santiago de Liniers, en lui décernant à titre posthume le titre de comte de Lealtad (comte de la Loyauté).
En 1861, la reine Isabelle II fit ramener solennellement d'Amérique le corps de Liniers, qui est inhumé au Panthéon de l'île de León, à Cadix.
Un quartier de Buenos Aires porte le nom de Liniers, ainsi qu'une gare de chemin de fer et que le Mercado Liniers, le marché bovin de la capitale argentine, le plus vaste du monde. 
En 1910, à Niort, un buste de Jacques de Liniers fut érigé à un angle de la rue Alsace-Lorraine, pour honorer sa mémoire. Il s'y trouve aujourd'hui encore.
Une association, Mémoires Jacques de Liniers créée en 2005, se propose d'étudier et de faire connaître sa vie et son action militaire et politique. Célébration du bicentenaire de sa mort, les 28 et 29 août 2010, à Niort.
Avenue Jacques de Liniers (parfois nommée "Jacques de Linières"), au parc des Buttes-Chaumont, à Paris.
Le 23 janvier 2017, un buste de Jacques de Liniers est inauguré à France-Amériques en présence des ambassadeurs d'Argentine, de Bolivie, d'Espagne, du Mexique, du Paraguay et d'Uruguay.  Œuvre de l’artiste Constance de la Martinière, ce bronze sera exposé de façon permanente dans le salon d'entrée de l'Hôtel Le Marois, siège du Cercle France Amériques, loin des autres héros des Amériques : Miguel Hidalgo, José de San Martín, George Washington et Simón Bolívar.